# اوپن لایرز
OpenLayers یک کتابخانه جاوا اسکریپت منبع باز است (تحت مجوز B بند ۲-بند) که، برای نمایش داده‌های نقشه در مرورگرهای وب به عنوان نقشه‌های خزنده. این سرویس مجموعه ای از APIها را برای ساختن برنامه‌های کاربردی غنی جغرافیایی مبتنی بر وب مشابه Google Maps و نقشه‌های بینگ فراهم می‌کند.

## امکانات
OpenLayers از انواع فایلها و سرویسهای جغرافیایی از جمله، GeoRSS , KML (زبان نشانه گذاری کلید)، زبان نشانه گذاری جغرافیایی (GML) , GeoJSON و داده‌های نقشه از هر منبعی با استفاده از OGC- standard به عنوان سرویس نقشه وب (WMS) یا سرویس ویژگی وب (WFS) پشتیبانی می‌کند.
همچنین در بخش مثالهای Open Layers در وب سایت اصلی، مثالهای متنوعی برای دولوپرها، فراهم می‌باشد.

## تاریخچه
OpenLayers توسط MetaCarta بعد از کنفرانس اوریلی Where 2.0 (۲۹–۳۰ ژوئن، ۲۰۰۵)، و به عنوان نرم‌افزار منبع باز، توسط آزمایشگاه MetaCarta منتشر شد. دو ابزار نقشه‌برداری منبع باز دیگر که توسط MetaCarta منتشر شده‌است FeatureServer و TileCache هستند. از نوامبر ۲۰۰۷، OpenLayers یک پروژه بنیاد جغرافیایی منبع باز است.

## یادداشت
1. ↑  "OpenLayers 6.2.1 Release Notes". February 15, 2020.
2. ↑  "OpenLayers: Home". Retrieved 7 December 2012.
3. ↑  "History – OpenLayers 2". Archived from the original on 2007-10-18.
4. ↑  "Conferences Header - ML Redesign". Archived from the original on 13 July 2008. Retrieved 10 April 2020.
5. ↑  "OpenLayers Achève sa Phase d'Incubation - OSGeo.org". Archived from the original on 31 March 2009. Retrieved 10 April 2020.